# Bodljikava končasta palma
Bodljikava končasta palma (pogrešno nazivana i buriti palma, lat. Trithrinax brasiliensis var. acanthocoma, sin. Trithrinax acanthocoma, naziv buriti uglavnom označava rod mauritia), kompaktna vrsta koja se sreće na nižim visinama u južnom Brazilu (Santa Catarina, Rio Grande do Sul) i ponegde u sjevernom Urugvaju. Stablo je s ostacima peteljki, na čijim krajevima se nalaze bodlje s koncima, ponekad je iskrivljeno. Listovi su zeleni s 30 – 40 segmenata koji se ponekad resaju, a na krajevima imaju bodlje. Ova palma je dvodoma biljka. Dobro podnosi sušu, iako joj je za dobar razvoj potrebno redovno zalivanje. Ova palma je niže drvo te naraste do visine od oko 6 m. Odgovara joj sunčano ili polusjenovito mjesto. Zbog otpornosti od -11°C može se saditi po cijeloj jadranskoj obali.
Od podvrste T. b. var. brasiliensis viša je i brže raste.